# Gradišče pri Goleku
Gradišče pri Goleku je bilo protiturška utrdba, ki so jo zgradili v 15. stoletju. Ostanki utrdbe z ledinskim imenom Gradišče ležijo na poplavnih košenicah tik ob Podturnskem potoku v bližini Goleka med Vinico in Črnomljem.
V celoti je bilo Gradišče dolgo 52 in široko 35,5 metrov. Osrednji del predstavlja približno meter dvignjena ploščad s stranicami 28 krat 25 metrov, ki jo s treh strani obdaja dva metra širok obrambni jarek. Pred jarkom se je raztezal štiri metre širok okop, ob glavni strugi potoka pa je bil še en zunanji nasip, dolg 15 in širok 4 metre.
Arheologi so Gradišče prvič odkrili 19. oktobra 1887, ko sta ga obiskala Szombaty in Pečnik. Szombaty je bil takrat mnenja, da gre za ostanke rimske hiše, Pečnik pa, da gre za pokopne gomile. Najdišče so resneje začeli raziskovati 11. aprila 1975, ko je kraj obiskala arheološka ekipa Belokranjskega muzeja. Takrat so tudi prišli do spoznanja, da gre za utrjen objekt precej mlajšega datuma, kot je bilo sprva mišljeno.
Sondiranje terena je nato med 19. in 23. julijem 1979 izvedla ekipa Inštituta za arheologijo SAZU. Pri arheoloških izkopavanjih so nato našli veliko različnih predmetov, ki jih danes hrani Belokranjski muzej v Metliki.